# Sparta Locals
SPARTA LOCALS (jap. スパルタローカルズ Suparuta Rookaruzu) – japońska grupa rockowa, założona w 1998 roku w prefekturze Fukuoka.

## Muzyka
Stylistyka zespołu to kombinacja post-punku, new wave oraz dźwięków typowych dla stylu indie rock. Ogromny wpływ na charakter muzyki zespołu ma charyzmatyczny wokalista o charakterystycznym, chłopięcym głosie.

## Członkowie zespołu
- Kousei Abe (jap. 安部コウセイ Abe Kousei) – gitara, wokal.
- Shin’ichi Itou (jap. 伊東真一 Itou Shin’ichi) – gitara.
- Mitsuhiro Abe (jap. 安部光広 Abe Mitsuhiro) – gitara basowa.
- Takeshi Kajiyama (jap. 梶山剛 Kajiyama Takeshi) – perkusja.

### Byli członkowie
- Akihito Nakayama (jap. 中山昭仁 Nakayama Akihito) – perkusja (1998 – 2006).

## Dyskografia
Albumy
- Kanashii Miminari 「悲しい耳鳴り」
- Second Fanfare 「セコンドファンファーレ」
- SUN SUN SUN
- DREAMER
- SPARTA LOCALS 「スパルタローカルズ」
- Maboroshi Forever 「まぼろしFOREVER」
- MELODY DOROBOU & BEAT DEKA 「メロディ泥棒&ビート刑事(デカ)」
- Leecher

Single
- Pogo
- Peace「ピース」
- Tokyo Ballerina 「トーキョウバレリーナ」
- Fly
- Yume Station 「夢ステーション」
- Mizu No Youda 「水のようだ」

DVD
- FLASH! VIDEO CLIP COLLECTION 2003-2006　 (4 kwietnia 2007)
- LAST DANCE